# Coleoxestia sanguinipes
Coleoxestia sanguinipes là một loài bọ cánh cứng trong họ Cerambycidae.